# Henri Lambert
Henri Lambert (5 de diciembre de 1927-3 de abril de 2003) fue un actor y humorista de nacionalidad francesa. 
Debuta en 1959 en la obra de teatro Óscar de Claude Magnier. Después llega su primera intervención en el cine en 1960 en la película Comment qu'elle est? de Bernard Borderie, fue uno de los actores secundarios más representativos del cine francés que desde entonces llegó a intervenir en más de 100 películas codeandose con los actores de su etapa cinematográfica: Louis de Funès, Alain Delon, Michel Galabru, Annie Girardot o Michel Colucci. Participó en 16 títulos con su amigo Lino Ventura.
Participó en numerosas series de televisión como: Les Cinq Dernières Minutes (1974-1983) y Les Aventures de Tintin (1992), que le tuvieron como actor principal.
Después se fue al doblaje y empezó a trabajar en numerosas comedias. Murió el 3 de abril de 2003 de un infarto, tras actuar en el cortometraje Le Saint-Jean de Vincent Buffé. Está enterrado en el cementerio de Clairefontaine-en-Yvelines.    

## Filmografía completa
- 2002 : Le Saint-Jean, (cortometraje)  de Vincent Buffé
- 1998 : Au cœur du mensonge, de Claude Chabrol
- 1994 : L'Ange noir, de Jean-Claude Brisseau
- 1991 : Aux yeux du monde, de Éric Rochant
- 1989 : Comédie d'été, de Daniel Vigne
- 1989 : La folle journée ou Le mariage de Figaro, de Roger Coggio
- 1989 : Les maris, les femmes, les amants, de Pascal Thomas
- 1989 : La Révolution française, de Robert Enrico
- 1988 : Dark Mission : Les Fleurs du mal, de Jesús Franco
- 1988 : Corentin, ou Les infortunes conjugales, de Jean Marboeuf
- 1988 : Mangeclous, de Moshé Mizrahi
- 1987 : Le journal d'un fou, de Roger Coggio
- 1987 : Association de malfaiteurs , de Claude Zidi
- 1987 : Noyade interdite, de Pierre Granier-Deferre
- 1987 : Maladie d'amour, de Jacques Deray
- 1987 : Châteauroux district, de Philippe Charigot
- 1987 : Les 2 crocodiles, de Joël Séria
- 1987 : Jenatsch, de Daniel Schmid
- 1986 : Les exploits d'un jeune Don Juan, de Gianfranco Mingozzi
- 1985 : Maniac Killer, de Andrea Bianchi
- 1985 : Nom de code : Émeraude, de Jonathan Sanger
- 1985 : Le téléphone sonne toujours deux fois, de Jean-Pierre Vergne
- 1984 : Femmes de personne, de Christopher Frank
- 1984 : Brigade des mœurs, de Max Pécas
- 1984 : Le bon roi Dagobert, de Dino Risi
- 1984 : L'année des méduses, de Christopher Frank
- 1984 : Pinot simple flic, de Gérard Jugnot
- 1984 : Le sang des autres, de Claude Chabrol
- 1983 : Ballade à blanc, de Bertrand Gauthier
- 1983 : Y a-t-il un pirate sur l'antenne?, de Jean-Claude Roy
- 1983 : Le Voleur de feuilles, de Pierre Trabaud
- 1983 : Prends ton passe-montagne, on va à la plage, de Eddy Matalon
- 1983 : Le Marginal, de Jacques Deray
- 1983 : Tout le monde peut se tromper, de Jean Couturier
- 1982 : L'Abîme des morts vivants, de Jesús Franco
- 1982 : Plus beau que moi, tu meurs, de Philippe Clair
- 1982 : Le retour de Martin Guerre, de Daniel Vigne
- 1982 : Légitime violence, de Serge Leroy
- 1982 : Les fantômes du chapelier, de Claude Chabrol
- 1982 : Les quarantièmes rugissants, de Christian de Chalonge
- 1981 : Eaux profondes, de Michel Deville
- 1981 : Pour la peau d'un flic, de Alain Delon
- 1981 : Une robe noire pour un tueur, de  José Giovanni
- 1981 : La puce et le privé, de Roger Kay
- 1981 : La Maison Tellier, de Pierre Chevalier
- 1980 : Voulez-vous un bébé Nobel?, de Robert Pouret
- 1980 : Pile ou face, de Robert Enrico
- 1980 : Inspecteur la Bavure, de Claude Zidi
- 1980 : On a volé la cuisse de Jupiter, de Philippe de Broca
- 1980 : Engrenage, de Ghislain Vida
- 1980 : Une semaine de vacances, de Bertrand Tavernier
- 1978 : Viol, la grande peur, de Pierre Chevalier
- 1977 : Moi, fleur bleue, de Éric Le Hung
- 1977 : Le mille-pattes fait des claquettes, de Jean Girault
- 1975 : Adieu Poulet, de Pierre Granier-Deferre
- 1973 : Gross Paris, de Gilles Grangier
- 1972 : Le Complot, de René Gainville
- 1972 : L'Insolent, de Jean-Claude Roy
- 1972 : La Scoumoune, de José Giovanni
- 1971 : Les Bidasses en folie, de Claude Zidi
- 1970 : Clodo, de Georges Clair
- 1969 : Midi Minuit, de Pierre Philippe
- 1969 : Le Bourgeois gentil mec, de Raoul André
- 1968 : La Leçon particulière, de Michel Boisrond
- 1967 : Cent briques pour Jo / Hold-up pour Laura, de Jean Maley
- 1967 : Trafic de filles, de Jean Maley
- 1967 : L'Homme qui valait des milliards, de Michel Boisrond
- 1967 : La Grande sauterelle, de Georges Lautner
- 1967 : Trans-Europ Express, de Alain Robbe-Grillet
- 1966 : Carré de dames pour un as, de Jacques Poitrenaud
- 1965 : L'Homme de Mykonos, de René Gainville
- 1965 : Mission spéciale à Caracas, de Raoul André
- 1964 : Fifi la plume, de Albert Lamorisse
- 1964 : Le Majordome, de Jean Delannoy
- 1964 : Les Gorilles, de Jean Girault
- 1964 : Le Gain de temps, (cortometraje) de Christian Duvaleix
- 1964 : Premier Avril, (cortometraje) de Christian Duvaleix
- 1964 : Le monocle rit jaune, de Georges Lautner
- 1963 : Laissez tirer les tireurs, de Guy Lefranc
- 1963 : Coplan prend des risques, de Maurice Labro
- 1963 : Cent mille dollars au soleil, de Henri Verneuil
- 1963 : Des frissons partout, de Raoul André
- 1963 : Maigret voit rouge, de Gilles Grangier
- 1963 : Le Glaive et la Balance, de André Cayatte
- 1963 : Le Vice et la Vertu, de Roger Vadim
- 1962 : Les Veinards, de Jack Pinoteau
- 1962 : Les Femmes d'abord, de Raoul André
- 1962 : Les Mystères de Paris, de André Hunebelle
- 1962 : Arsène Lupin contre Arsène Lupin, de Édouard Molinaro
- 1961 : La Traversée de la Loire, de Jean Gourguet
- 1961 : La Peau et les Os, de Jean-Paul Sassy
- 1960 : Le Caïd, de Bernard Borderie
- 1960 : El paso del Rhin (Le passage du Rhin), de André Cayatte
- 1960 : Comment qu'elle est, de Bernard Borderie
- 1956 : La traversée de Paris, de Claude Autant-Lara